# Tabanus rageaui
Tabanus rageaui är en tvåvingeart som beskrevs av H. Oldroyd 1954. Tabanus rageaui ingår i släktet Tabanus och familjen bromsar. Inga underarter finns listade i Catalogue of Life.